# Вулиця Костельна (Калуш)
Костельна вулиця — одна з найкоротших вулиць Калуша, розташована в центральній частині міста Калуша. Пролягає від площі Героїв до вулиці Шевченка.

## Історія
Про існування її відомо ще з часів середньовіччя, як про вулицю, яка пролягала від вулиці Салінарної до костелу, що й дало їй назву — Костельна. Наявна на мапі 1787 р. Перейменована на вулицю Конопніцької за часів польської окупації, після якої вулиці повернена історична назва Костельної. 14.03.1947 перейменована рішенням райвиконкому № 19 на вулицю Хрущова. Рішенням міськвоконкому № 200 перейменована 22.10.1957 на вулицю Галана. Історична назва вулиці повернена 3 грудня 1992 року.

## Сьогодення
В наші дні на Костельній вулиці розташовані лише два житлові будинки з адресними номерами 2 і 4 — з правого боку. На першому поверсі вищезгаданого будинку розташоване одне з найстаріших міських фотоательє — Галичанка, яке функціонує ще з радянської доби. Сквер у місці переходу у вулицю Шевченка (навпроти ратуші) на початку 2000-х названий площею Конституції і встановлений пам'ятний знак з табличкою (за Польщі сквер носив ім'я Смольки). З лівого боку на розі Костельної і вул. Шевченка розташована міська ратуша, в 2003—2005 рр. велася ЇЇ перебудова, яка невдовзі була зупинена, залишивши по собі напівзруйновану ратушу і розбитий тротуар. Після заміни труб було цілковито знищене асфальтоване покриття вулиці. Частина вулиці перетворилася в широку польову стежку. Дорожнє полотно Костельної вулиці перебуває чи не в найгіршому стані серед усіх центральних вулиць Калуша. Тротуар повністю відсутній.

## Фотогалерея

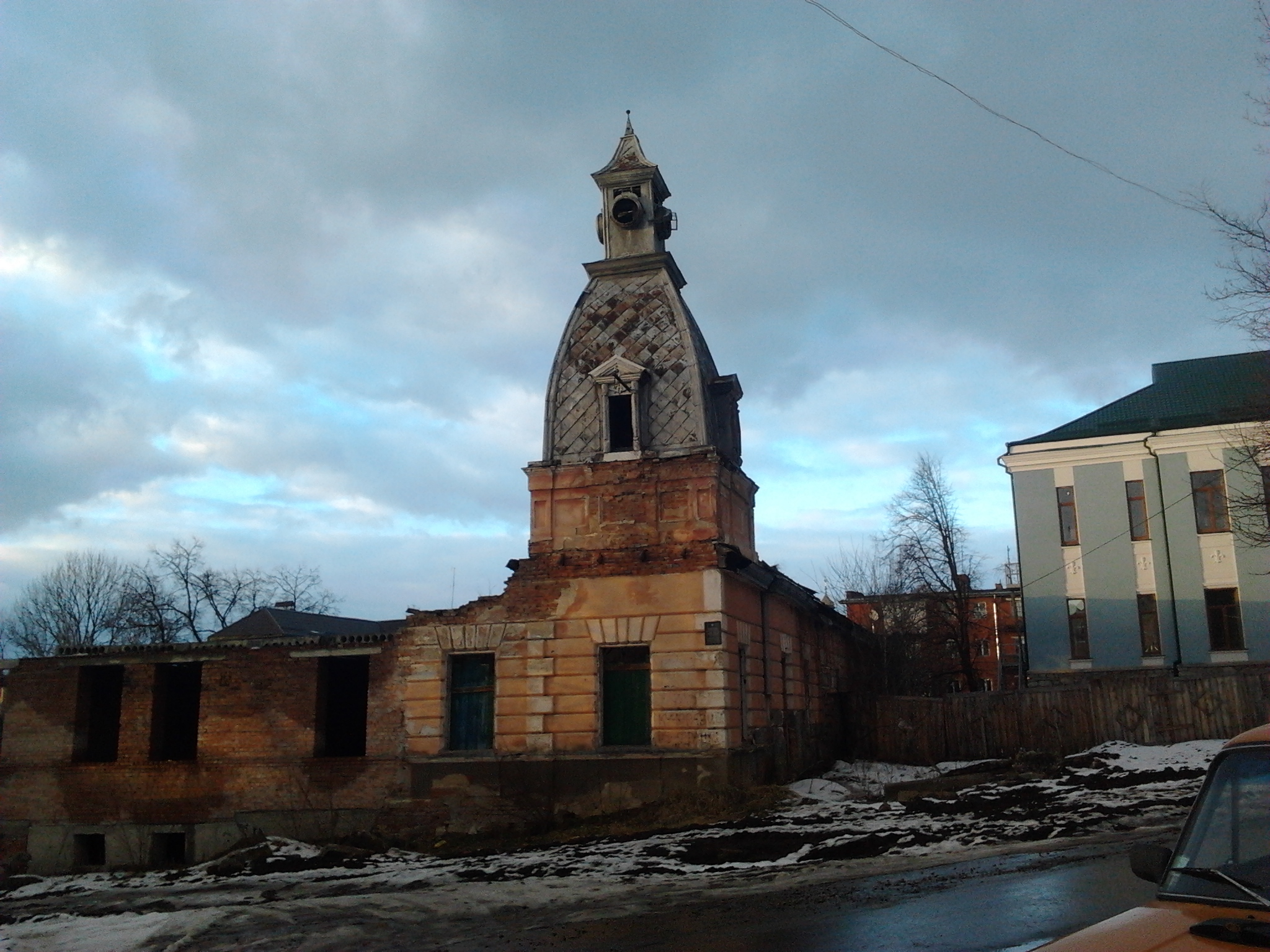
Поворот на вул. Костельну з вул. Шевченка